# Retscheid

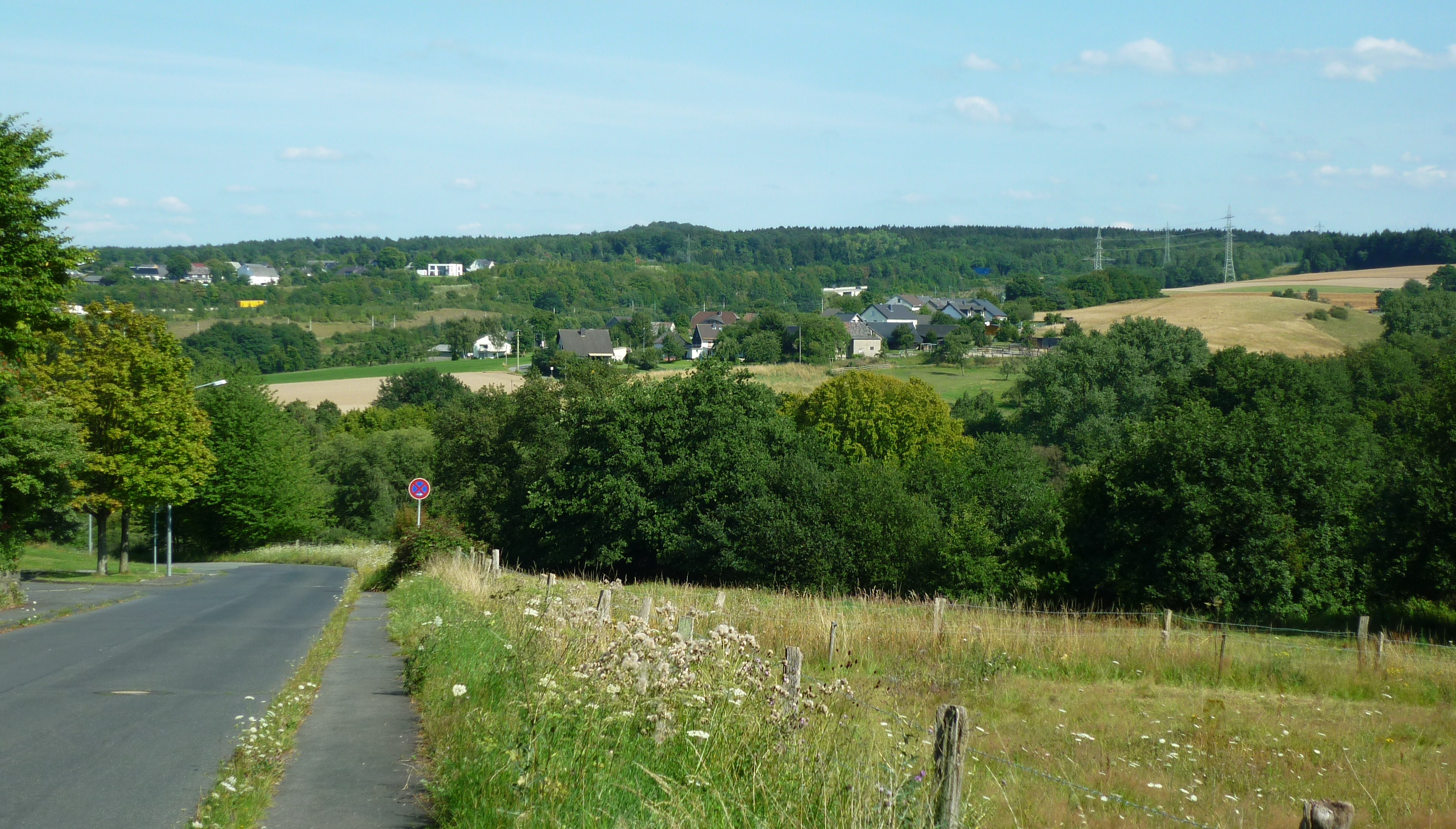
Retscheid von der Burgwiesenstraße aus gesehen

Retscheid ist ein Ortsteil von Aegidienberg, einem Stadtbezirk von Bad Honnef im nordrhein-westfälischen Rhein-Sieg-Kreis.

## Geographie
Retscheid liegt in der Mitte der Gemarkung Aegidienberg, westlich der Bundesautobahn 3, auf einem flachen, in Nordwest-Südost-Richtung verlaufenden Bergrücken, an dessen nördlicher Seite auf etwa 260 m Höhe. Im Nordwesten fällt der Bergrücken in das Tal des Kochenbachs ab, im Osten in das des Retscheider und im Westen in das des Wintersberger Bachs, beides Zuflüsse des Kochenbachs. Im Süden befindet sich eine Bergkuppe, der sog. Retscheider Berg (273,4 m). Die nächstgelegenen Orte sind Orscheid im Osten, Wintersberg im Südwesten, Siefenhoven im Westen sowie das Kirchdorf Aegidienberg im Nordwesten, welche sämtlich oberhalb Retscheid liegen.

## Geschichte
Retscheid zählt zu den acht Honschaften, aus denen sich das Kirchspiel Aegidienberg spätestens seit Mitte des 18. Jahrhunderts bis zur Auflösung des Herzogtums Berg im Jahre 1806 zusammensetzte. Der bis 1858 erhobene Aegidienberger Pfarrzehnt umfasste die vier Zehntdistrikte Orscheid, Retscheid, Kirche (mit Siefenhoven) und Hövel. In einer Kircheneinkünfteliste aus dem Jahr 1578 lautete die Schreibweise des Ortsnamens Retterscheid und im Jahr 1673 Räterscheid, bis sich schließlich um 1700 die Schreibweise Retscheid durchsetzte. Im Volksmund wird der Ort „Rätschend“ genannt, in früheren Zeiten „Berich Rätschend“ (Bergisch Retscheid), weil der nahe liegende Ort Rederscheid ebenfalls „Rätschend“ und zur Unterscheidung „Kölsch Rätschend“ genannt wurde.
Im Jahr 1666 wurden für Retscheid vier „eidesfähige“ und 1673 zehn „steuerpflichtige“ Einwohner verzeichnet. 1803 umfasste der Ort acht Wohnhäuser bzw. Hausnummern. Bis zum Jahre 1858 befand sich in Retscheid das Aegidienberger Pfarrhaus. Es bestand aus Wohnhaus, Scheune, Kuh- und Pferdestall, Schuppen, Backhaus und einem Garten. Der Ort war bis in die 1970er Jahre vorwiegend landwirtschaftlich geprägt und bestand aus etwa zehn Gebäuden. Heute umfasst Retscheid mehr als doppelt so viele Gebäude und ist fast ausschließlich Wohnort.
Südlich des Ortes verläuft die Kreisstraße 6 (von Himberg über Orscheid, Wülscheid und Eudenbach nach Hennef-Dahlhausen). Die nächste Autobahnanschlussstelle (Bad Honnef/Linz) befindet sich südöstlich in etwa 1,5 km Entfernung.

## Sehenswürdigkeiten
Als Baudenkmal unter Denkmalschutz steht ein von Dorfbewohnern errichtetes Wegekreuz aus dem Jahre 1911 an der Ecke Retscheider Straße/Im Becherfeld.

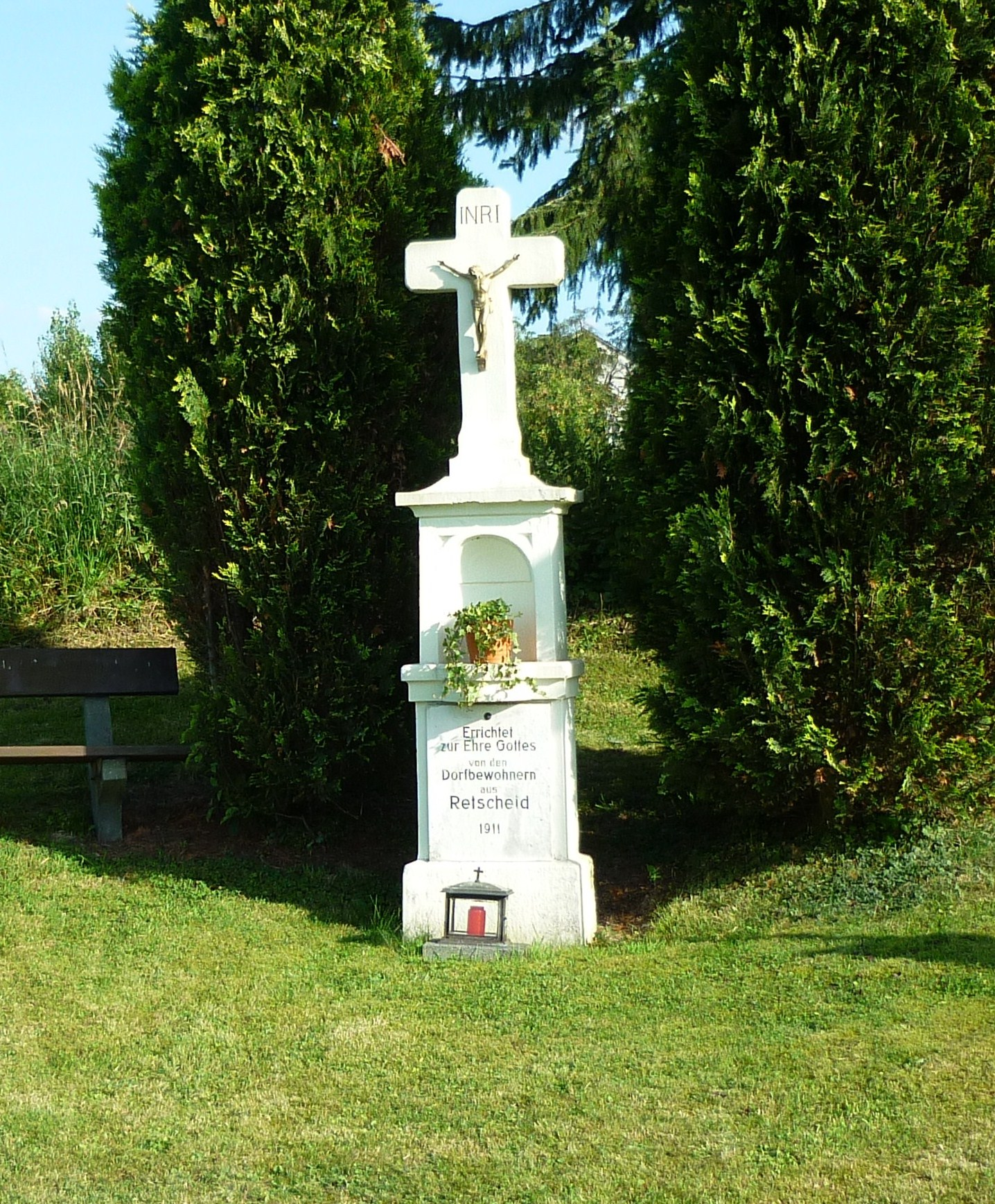
Wegekreuz von 1911

## Wappen

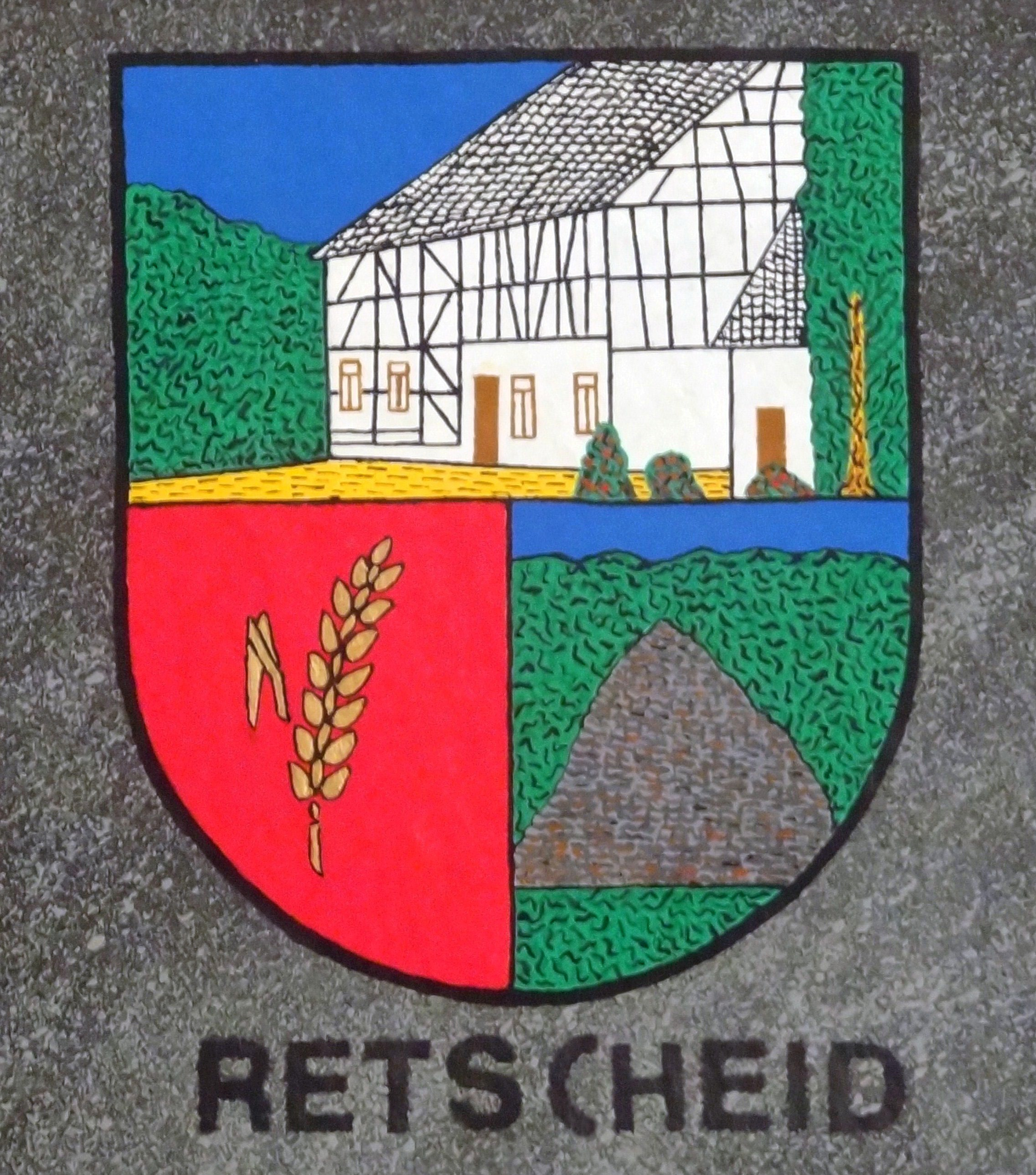
Schiefertafel als Ortswappen

2008 wurde durch den Künstler Richard Lenzgen eine Schiefertafel als Ortswappen von Retscheid geschaffen. Es zeigt in der oberen Hälfte das ehemalige Aegidienberger Pfarrhaus, stellvertretend für die früheren Hofanlagen bzw. Bauernhöfe des Ortes. In der unteren, zweigeteilten Hälfte des Wappens ist links für die ehemalige Bedeutung der Feldwirtschaft eine goldene Getreideähre auf rotem Grund abgebildet sowie rechts ein nordwestlich von Retscheid gelegener Steinbruch, in dem Grauwacke abgebaut wurde.